# Zelená Voda
Zelená Voda je antropogenní jezero, které se nachází přibližně 2 km od Nového Mesta nad Váhom v Trenčínském kraji na Slovensku. Vznikla zatopením kamenolomu, v němž se těžil kamene pro stavební účely od počátku 80. let 20. století. Celková rozloha vodní plochy činí přibližně 90 ha.

## Vodní režim
Náleží k povodí Váhu, na jehož pravém břehu na úpatí Malých Karpat se také nachází. Nemá žádný viditelný odtok.

## Využití
Slouží především k rekreačním účelům. Na břehu se nachází autokemp a několik placených i neplacených pláží. V jezeře je možné plavat, rybařit a jezdit na kanoi, windsurfingu nebo šlapadle. Na břehu je možné se věnovat plážovému volejbalu, fotbalu, tenisu, volejbalu, minigolfu nebo jezdectví případně si hrát na dětském hřišti. V rekreačním areálu se nalézá několik ubytovacích kapacit, restaurací a barů.